# Bergara
Bergara is een gemeente in de Spaanse provincie Gipuzkoa in de autonome regio Baskenland, met een oppervlakte van 76 km². Bergara telt 14.743 inwoners (1 januari 2016).
Bergara is de Baskische – en tevens de officiële – naam van de gemeente; de Spaanse naam is Vergara. Bergara maakt deel uit van de comarca Debagoiena.

## Geografie, geschiedenis
Historisch was Bergara de hoofdstad van Debagoiena, Het lag bij het kruispunt van de wegen van de Cantabrische kust, van waaruit wol werd geëxporteerd, en de wegen naar Gipuzkoa via Oñati, Elgeta en Zumarraga, en naar Bizkaia via Elorrio, hetgeen gunstig was voor zijn groei en economische rijkdom. Er zijn monumenten, waaronder grafheuvels, uit het stenen tijdperk gevonden die aantonen dat het gebied rond Bergara reeds in de prehistorie bewoond was. De eerste gedocumenteerde verwijzing naar Bergara dateert uit 1050. Het betreft een donatie van Sanche III van Navarra aan het klooster van San Juan de la Peñade van grondgebied dat tot dan toe aan het klooster San Miguel de Ariceta toebehoorde. In 1200 kwamen de gebieden van Gipuzkoa onder de koning van Castilië te vallen.

## Economie
Met de opkomst van de industrialisatie in de 19e en het begin van de 20e eeuw veranderde Bergara in een industriecentrum, met metallurgie en vooral textielindustrie. Lange tijd was de handel de grote drijfveer voor de economie van Bergara. De wekelijkse drie graanmarkten trokken veel mensen uit de omgeving en boden een goede gastvrijheid. De economie werd aangevuld met een ijzerindustrie bestaande uit veel smederijen op het grondgebied van de gemeente. Brandstoffen (hout uit de bossen) en energie (rivieren), evenals ijzererts dat met schepen tot Deba en met wagens naar Bergara werd gebracht, leidde tot productie van ijzer, gereedschappen, landbouwmaterieel en steekwapens.
In de jaren 1950-1960  groeide de industrie snel, waardoor veel mensen uit andere delen van Spanje werden aangetrokken. Dit leidde tot de bouw van nieuwe woonwijken. In een oud seminarie bevindt zich een vestiging van de Spaanse Open Universiteit.

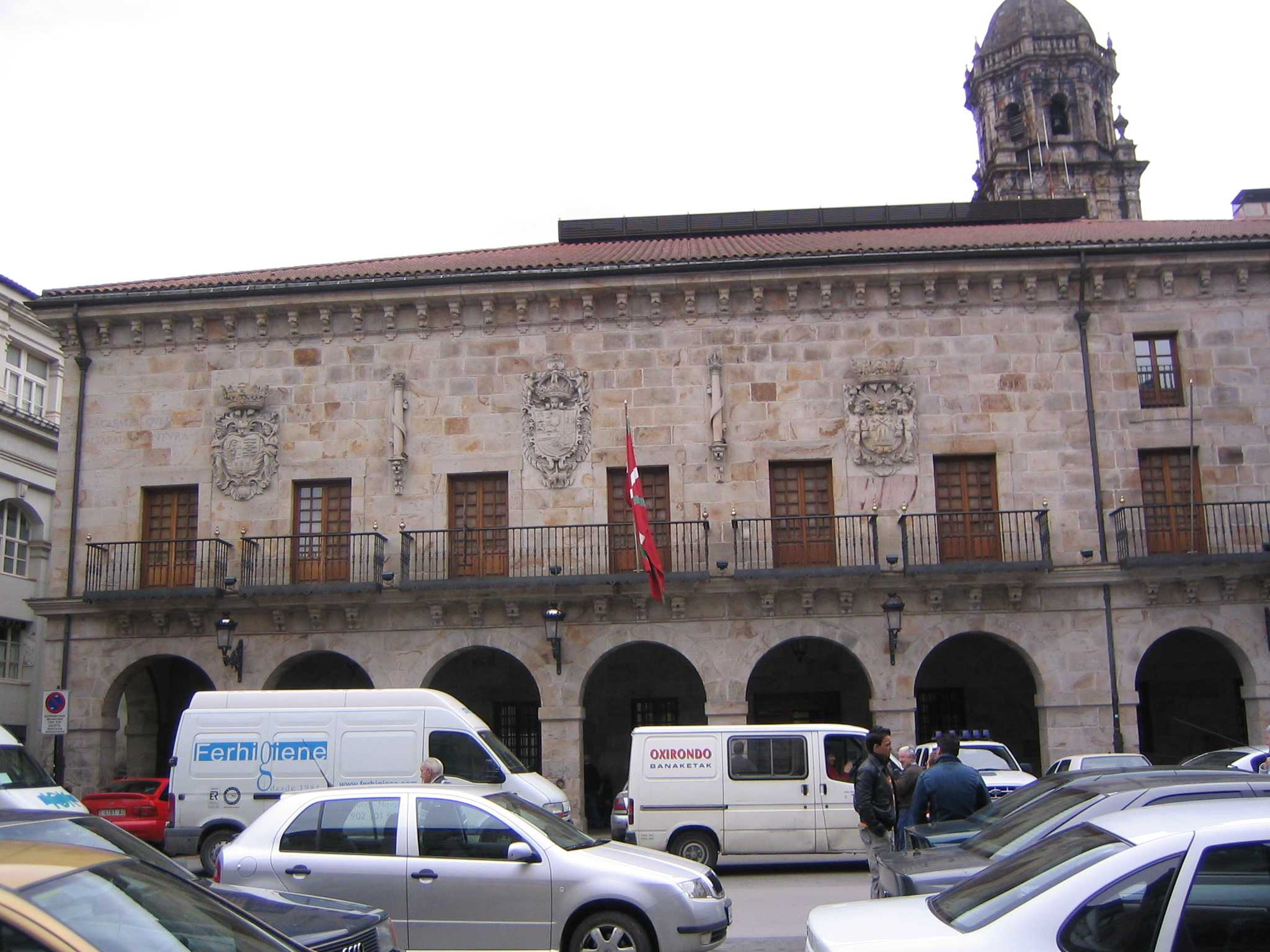
Gemeentehuis

## Geboren in Bergara
- Jesús Aranzabal (1939-2023), wielrenner
- Mikel Aristi (1993), wielrenner
- Yon González (1986), acteur
- Julen Irizar (1995), wielrenner
- Aitor Luna (1981) acteur

## Demografische ontwikkeling
Bron: INE; 1857-2011: volkstellingen